# Operación Ópera
La Operación Ópera (en hebreo: מבצע אופרה‎), también conocida como Operación Babilonia u Operación Ofra, fue un ataque aéreo preventivo realizado por sorpresa por parte de Israel, el día 7 de junio de 1981, contra un reactor nuclear en construcción situado a 17 kilómetros al sureste de Bagdad, capital de Irak.
En 1976, Irak compró un reactor nuclear de la clase Osiris a Francia. Ambos países afirmaron que el reactor nuclear, conocido como Osirak por los medios franceses y como Tammuz (en árabe: اوسيراك) por los medios oficiales iraquíes, estaba siendo fabricado con fines pacíficos, como la investigación de la energía nuclear. Sin embargo, el gobierno israelí veía al reactor como un peligro, argumentando que estaba diseñado para la fabricación de armamento nuclear.
El 7 de junio de 1981, una escuadrilla de la Fuerza Aérea Israelí, compuesta por aviones cazabombarderos F-16A Netz, siendo escoltados por cazas F-15A Baz, bombardearon y dañaron severamente el reactor nuclear de Osirak. Israel defendió su actuación argumentando que actuó en defensa propia, y que quedaba menos de un mes antes de que el reactor alcanzara la criticidad. Sin embargo, otras fuentes citan un componente político en el ataque, ya que tuvo lugar tres semanas antes de las elecciones legislativas de 1981 para la formación del nuevo Knéset. En el ataque murieron diez soldados iraquíes y un ingeniero civil francés.
El ataque fue duramente criticado por la comunidad internacional, e Israel fue reprendido por el Consejo General y la Asamblea General de las Naciones Unidas, en dos resoluciones separadas. La destrucción del reactor nuclear de Osirak se ha convertido en obligada cita de los efectos de un ataque preventivo en el estudio contemporáneo del derecho internacional.

## Programa nuclear iraquí
Irak estableció su propio programa nuclear durante la década de 1960, y ya a mediados de la década de 1970 buscaba expandirlo a través de la adquisición de un reactor nuclear. Después de no lograr convencer al gobierno francés para venderles un reactor productor de plutonio con reflectores de gas grafito, y de tampoco conseguir un acuerdo con el gobierno italiano para venderles un reactor Cirene, el gobierno iraquí convenció al gobierno francés de venderles un reactor de investigación nuclear de la Clase Osiris. La compra también incluía un reactor nuclear de menor tamaño de la Clase Isis, la venta de 72 kilogramos de uranio enriquecido al 93% y la formación de personal. Se estimaba que el coste total del programa nuclear iraquí rondaba los 300 millones de dólares. En noviembre de 1975, ambas naciones firmaron un acuerdo de cooperación nuclear, siendo ratificado el acuerdo global para la venta del reactor en 1976.
La construcción del reactor nuclear de agua ligera de 40 megavatios de potencia comenzó en 1979, en el Centro Nuclear de Al Tuwaitha, situado 17 kilómetros al sureste de Bagdad El reactor principal fue apodado Osirak por los franceses, haciendo un juego de palabras con el nombre del reactor, Osiris, y el nombre del país. Por su parte, Irak bautizó al reactor principal como Tammuz I (en árabe: اوسيراك) y al pequeño como Tammuz II. Tamuz fue el mes del calendario sumerio en que el Partido Árabe Socialista Baaz llegó al poder de Irak en 1968.
En julio de 1980, Irak recibió de Francia un envío con aproximadamente 12,5 kilogramos de uranio altamente enriquecido para ser empleado en el reactor. Este envío fue el primero de un total de 6 previstos para completar los 72 kg comprados. Sin embargo, estaba estipulado en el contrato de compra que no podía haber más de dos cargas de combustible nuclear en suelo iraquí al mismo tiempo. Irak y Francia afirmaron que el reactor iraquí estaba siendo construido con fines pacíficos, como la investigación de la energía nuclear. Los acuerdos entre Francia e Irak excluían explícitamente su uso militar.
Hay fuentes que han puesto en duda el propósito de este acuerdo, como la agencia privada de inteligencia estadounidense STRATFOR, que escribió en 2007 que «se cree que [el reactor Osirak] estaba a punto de producir plutonio para un programa de armas». Otras fuentes, sin embargo, dan veracidad al acuerdo, como Richard Wilson, un profesor de física de la Universidad Harvard que inspeccionó visualmente el reactor dañado en diciembre de 1982 y afirmó que «para conseguir suficiente plutonio [para un arma nuclear] de Osirak, hubiese sido necesario esperar décadas, no años». En 2005, Wilson añadió en una publicación a The Atlantic Magazine:

«El reactor de Osirak, que fue bombardeado por Israel en junio de 1981, fue explícitamente diseñado por el ingeniero francés Yves Girard para ser incapaz de fabricar bombas. Me pareció obvio durante mi visita en 1982».
Richard Wilson

Wilson también señaló que:

«Mucha gente afirma que el bombardeo al reactor iraquí de Osirak retrasó el programa de armamento nuclear de Irak. Sin embargo, el programa nuclear iraquí antes de 1981 era pacífico, y el reactor de Osirak no solo estaba incapacitado para la fabricación de armas, sino que también estaba bajo estrictas medidas de seguridad».
Richard Wilson

Irak había firmado el Tratado de No Proliferación Nuclear, aceptando las normas y revisiones periódicas del Organismo Internacional de Energía Atómica (OIEA). En octubre de 1981, el Bulletin of the Atomic Scientists publicó extractos del testimonio de Roger Richter, un antiguo inspector del OIEA, quien describió las debilidades en materia de vigilancia de la Agencia Nuclear Iraquí al Comité de Asuntos Extranjeros del Senado de los Estados Unidos. Richter testificó que tan sólo una parte de la instalación nuclear de Irak estaba bajo correctas medidas de vigilancia, mientras que las instalaciones más sensibles no habían sido inspeccionadas por observadores. Sin embargo, el director general del OIEA, Sigvard Eklund, emitió una réplica diciendo que Richter nunca había inspeccionado Osirak y que nunca se le había asignado inspeccionar instalaciones nucleares en Oriente Medio. Eklund afirmó que los procedimientos de inspección fueron efectivos y que se complementaban con medidas cautelares adoptadas por los proveedores nucleares franceses. Anthony Fainberg, un físico del Brookhaven National Laboratory, también impugnó la afirmación de Richter de que un programa de procesado de combustible para la fabricación de armas nucleares podría haberse llevado a cabo en secreto. Fainberg escribió que apenas no había combustible suficiente en las instalaciones para hacer una bomba y que la presencia de cientos de técnicos extranjeros hacía imposible al gobierno de Irak emprender las medidas necesarias sin ser descubiertos.

## Estrategia y diplomacia

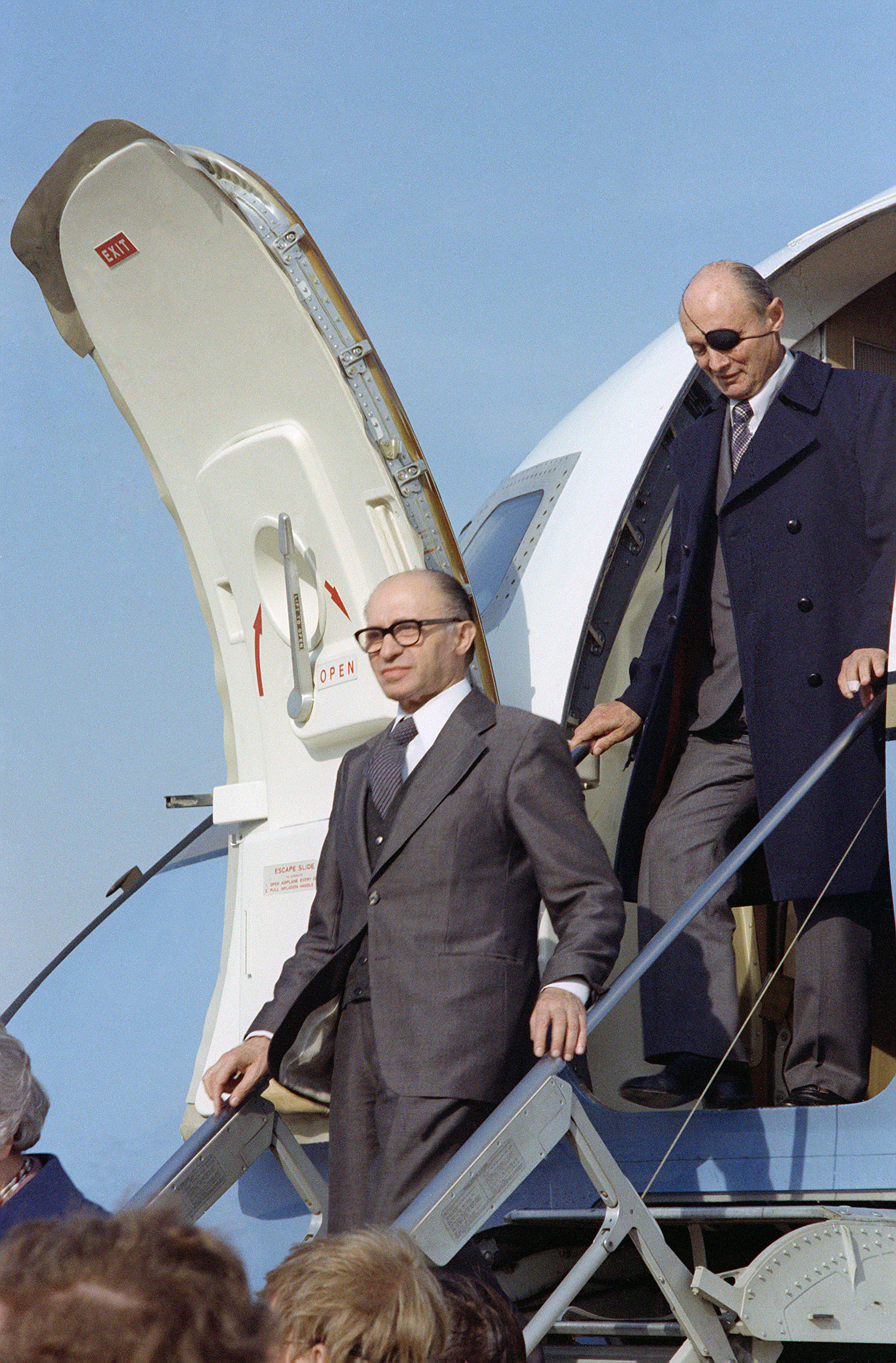
Menájem Beguín, primer ministro de Israel y persona a cargo de la operación, desembarca de una aeronave a su llegada a los Estados Unidos, acompañado por el ministro de Asuntos Exteriores israelí Moshé Dayán. La llegada de Beguín al poder supuso la aceleración de los preparativos de la Operación Ópera.

Saddam Hussein sostuvo que la construcción del reactor nuclear de Osirak sólo tenía fines pacíficos.

En Israel, el debate sobre la estrategia a adoptar en respuesta al desarrollo del reactor iraquí comenzó a llevarse a cabo durante el primer mandato de Yitzhak Rabin (1974-1977). Según se llegó a saber, la planificación y el entrenamiento para la operación se inició durante este tiempo. Después del cambio de gobierno, y tras la asunción de Menájem Beguín como primer ministro en 1977, los preparativos se intensificaron. Beguín autorizó la fabricación de un edificio a escala real del reactor iraquí en el que los pilotos de la Fuerza Aérea Israelí pudiesen practicar el bombardeo. Durante estas misiones de entrenamiento fallecieron en accidentes tres pilotos israelíes.
El ministro de Asuntos Exteriores israelí, Moshé Dayán, inició negociaciones diplomáticas con Francia, Italia y los Estados Unidos sobre el asunto, pero no pudo obtener garantías de que el programa de reactores se detuviese, y no fue capaz de convencer a los gobiernos franceses de Valéry Giscard d'Estaing y François Mitterrand del cese de ayudas al programa nuclear iraquí. Saddam Hussein permanentemente argumentaba que Osirak estaba siendo construido para fines pacíficos. Israel comenzó a considerar que las opciones diplomáticas eran infructuosas, y le preocupaba, que la dilación de la decisión de atacar, diera lugar a una incapacidad grave, para poder actuar en respuesta a la amenaza que percibían.
Anthony Cordesman afirmó que Israel llevó a cabo una serie de operaciones clandestinas para detener la construcción o destruir el reactor. En abril de 1979, agentes israelíes del Mossad en Francia presuntamente colocaron una bomba que destruyó el primer set de estructuras fundamentales para el reactor, mientras esperaba a ser enviado a Irak. En junio de 1980, agentes del Mossad presuntamente asesinaron a Yehia El-Mashad, un científico nuclear egipcio que trabajaba en el programa nuclear iraquí. También se sospecha que Israel colocó bombas a numerosas compañías francesas e italianas de las que se creía trabajaban en el proyecto, y envió cartas amenazantes a los altos funcionarios y técnicos. Tras el ataque de abril de 1979, Francia agregó una cláusula en su acuerdo con Irak, diciendo que una delegación permanente compuesta por personal francés tendría que supervisar el reactor de Osirak durante un periodo de diez años.

### Ataque iraní

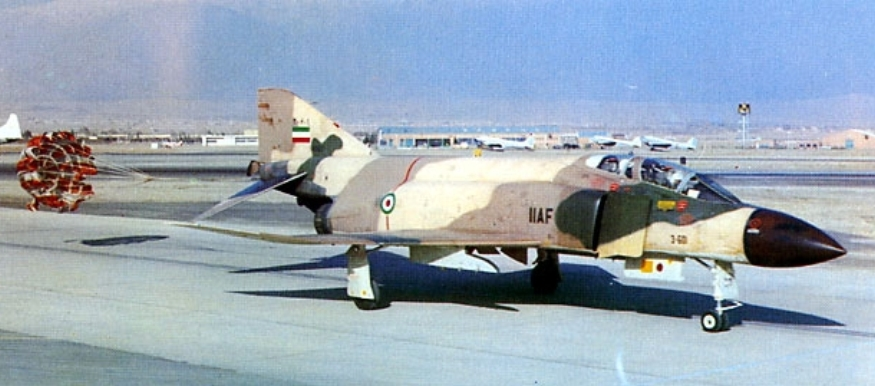
Irán realizó un ataque fallido contra las instalaciones de Osirak con aviones F-4 Phantom II como el que se muestra en la imagen, diez meses antes de que lo hiciera la Fuerza Aérea Israelí.

Durante la Guerra Irán-Irak, la Fuerza Aérea de la República Islámica de Irán realizó un ataque contra las instalaciones, el 30 de septiembre de 1980, con dos cazabombarderos F-4 Phantom II. Al inicio de la guerra, Yehoshua Saguy, jefe de la Dirección de Inteligencia Militar de Israel, alentó públicamente a los iraníes a bombardear el reactor.
Este fue el primer ataque a un reactor nuclear y el tercero en una instalación nuclear en la historia. También fue el primer ataque preventivo sobre un reactor nuclear que tenía por objeto impedir el desarrollo de un arma nuclear, aunque finalmente no logró su objetivo y los ingenieros franceses fueron capaces de reparar el reactor.
Trita Parsi afirmó, que un funcionario israelí de alto rango, supuestamente se reunió con un representante del régimen del Ayatolá Ruhollah Jomeini en Francia, un mes antes del ataque israelí al reactor. La fuente de la afirmación era Ari Ben-Menashe, un antiguo empleado del gobierno israelí. En la supuesta reunión, los iraníes explicaron detalles de su ataque de 1980 al reactor, y accedieron a que los aviones israelíes pudiesen aterrizar en un aeródromo iraní situado en Tabriz en el caso de una emergencia.

### Planificación operativa

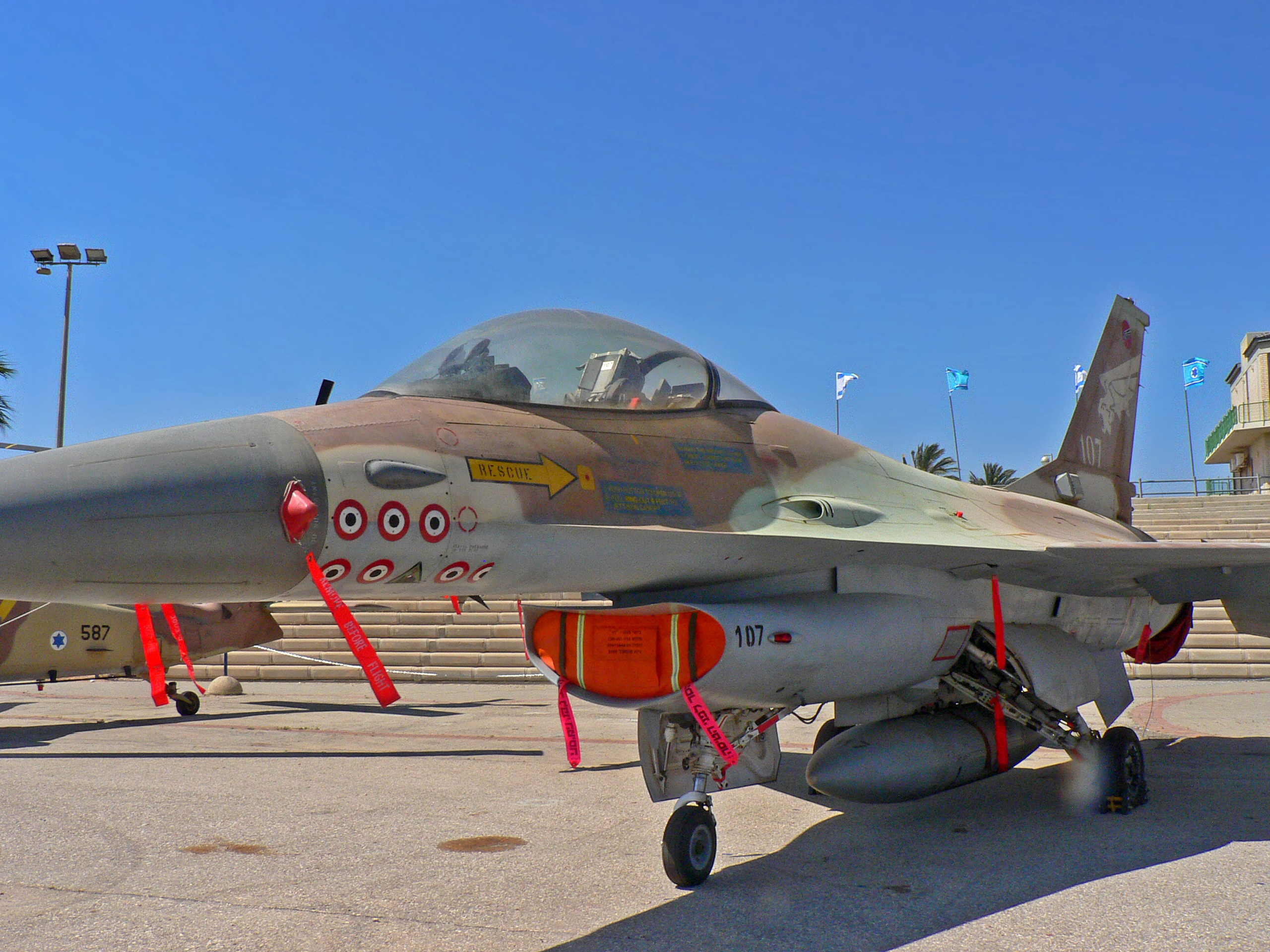
F-16A Netz 107 con marcas de 6,5 victorias sobre aviones sirios y con la insignia triangular de que indica que fue uno de los ocho F-16 que participaron en el bombardeo del reactor nuclear de Osirak.

La distancia entre las bases militares israelíes y el reactor era superior a los 1 600 kilómetros. Por ello, los aviones israelíes debían violar el espacio aéreo de Jordania y de Arabia Saudí en un vuelo secreto hacia territorio extranjero, por lo que el empleo de medios de reabastecimiento en vuelo era inviable. Los israelíes finalmente llegaron a la conclusión, de que un escuadrón cargado a su máxima capacidad de combustible y muy fuertemente armado, compuesto por cazabombarderos F-16A Netz en misión de ataque profundo, acompañados por un grupo de F-15A Baz de largo alcance, para proporcionar cobertura aérea y de apoyo de combate, contra otros aviones caza, podría realizar un bombardeo de precisión para eliminar el emplazamiento del reactor sin necesidad de realizar repostajes.
La decisión de seguir adelante con la operación fue muy discutida en el seno del gobierno de Beguín. Ariel Sharón, entonces miembro del Gabinete de Seguridad, dijo años más tarde que él estaba entre los que abogaban por bombardear el reactor. Yehoshua Saguy, en cambio, apostaba por continuar con los esfuerzos para tratar de encontrar una solución no militar, ya que a los iraquíes les llevaría entre cinco y diez años en producir el material necesario para un arma nuclear.
Finalmente, Beguín optó por ordenar el ataque, basándose en una estimación del peor de los casos, en el que un arma podía ser creada en uno o dos años. Se argumentó que Israel consideraba que era necesaria la destrucción del reactor antes de que estuviese cargado con el combustible nuclear, con el fin de evitar la contaminación radiactiva en la región. Sin embargo, un análisis realizado por Warren Donnelly, miembro del Servicio de Investigación del Congreso de los Estados Unidos, llegó a la conclusión de que «sería muy poco probable que, mediante un ataque con bombas convencionales en el reactor cuando estuviera funcionando, hubiese causado una exposición radioactiva letal en Bagdad, aunque algunas personas en el emplazamiento del reactor sí podrían recibir un poco de exposición radioactiva».
En octubre de 1980, el Mossad informó a Beguín que el reactor de Osirak podría estar dotado y en funcionamiento en junio de 1981. Esta evaluación fue apoyada de manera significativa por las fotografías de reconocimiento facilitadas por los Estados Unidos, específicamente con el empleo del satélite KH-11 KENNAN. Técnicos franceses que se encargaban de la instalación del reactor, en un contrato con el gobierno de Irak, posteriormente dijeron que no estaba programado para entrar en funcionamiento hasta finales de 1981. Sin embargo, en octubre de 1980, Beguín ordenó el ataque.

## El ataque

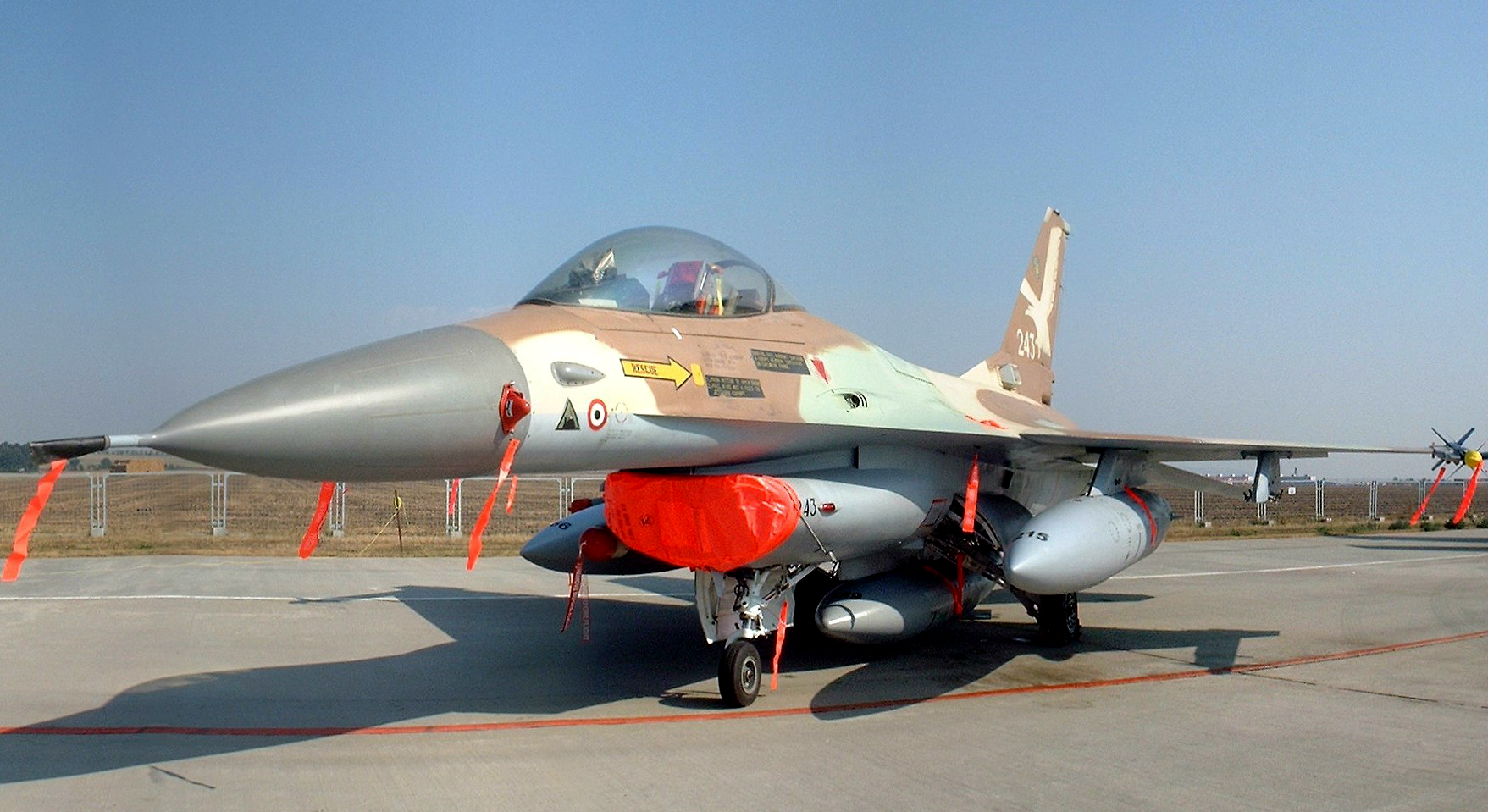
F-16A Netz 243, de la Fuerza Aérea Israelí. Esta aeronave fue pilotada por el coronel Ilan Ramon durante la operación.

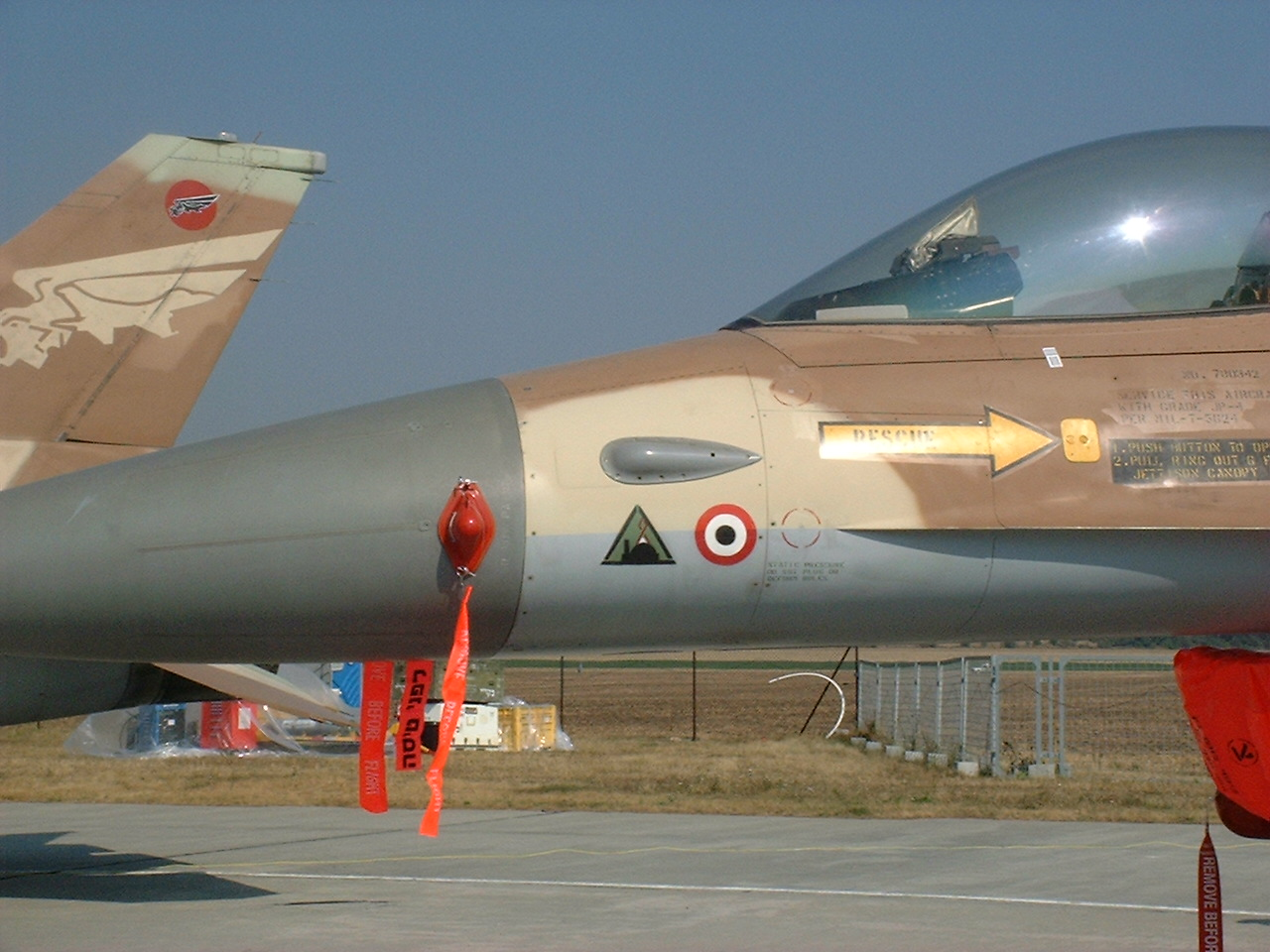
Morro del F-16A Netz 243 pilotado por Ilan Ramon, mostrando el emblema triangular de su participación en el ataque.

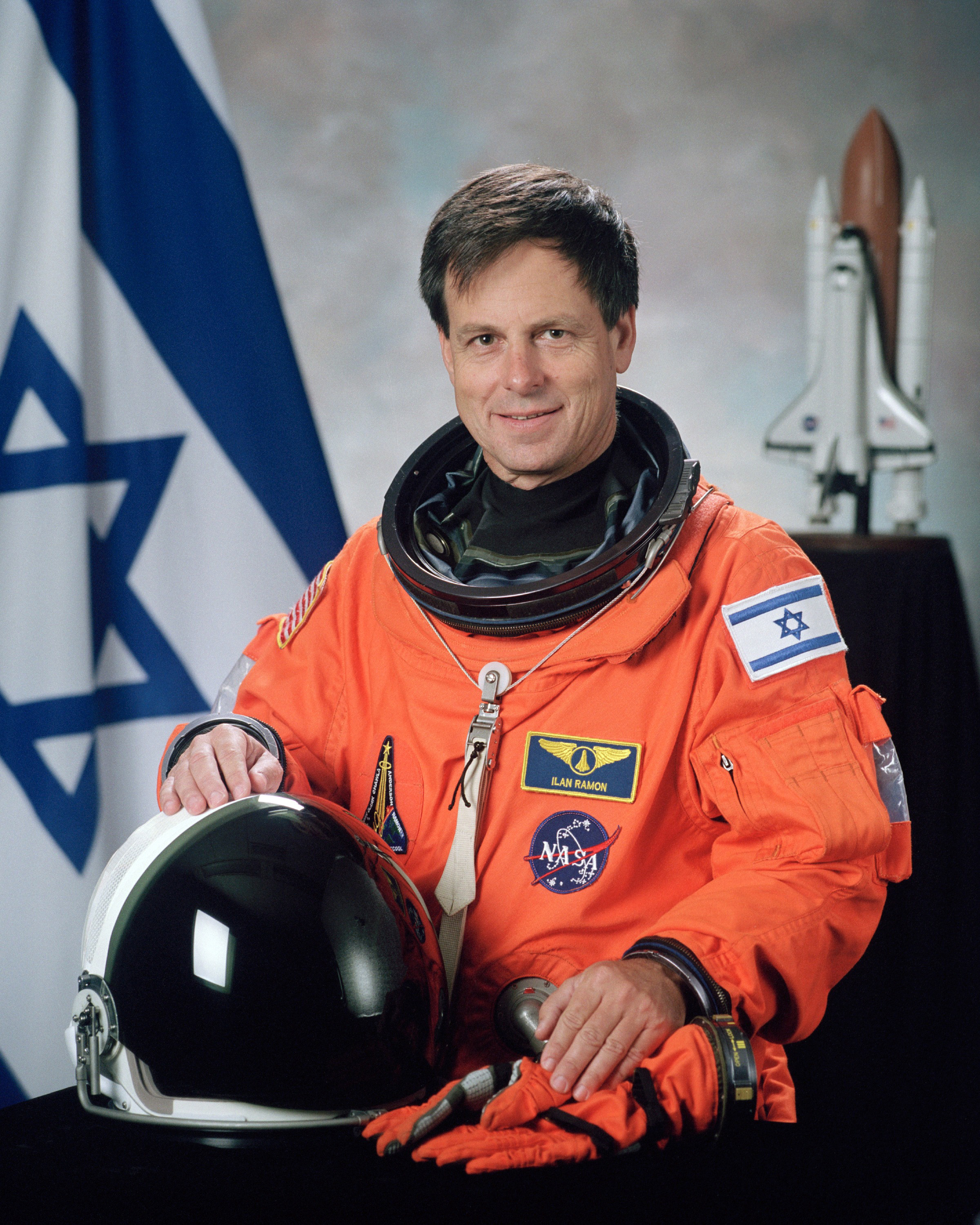
El coronel Ilan Ramon fue uno de los pilotos que participó en la Operación Ópera. En 2003 también se convirtió en el primer israelí en el espacio al participar en la misión STS-107 de la NASA, falleciendo en la reentrada a la atmósfera terrestre.

Yehuda Blum, que en aquella época era el representante Permanente de Israel ante las Naciones Unidas, afirmó en una intervención ante el Consejo de Seguridad de la ONU que se eligió como hora para ejecutar la operación el domingo por la tarde bajo el supuesto de que los trabajadores presentes en el lugar, incluidos los expertos extranjeros empleados en el reactor, habrían abandonado las instalaciones. Aún a pesar de tomar estas precauciones, había cientos de trabajadores franceses y de otras nacionalidades en la planta en el momento del ataque.
El escuadrón de ataque estaba formado por ocho F-16 Netz, cada uno de ellos cargados con dos bombas Mark 84. Los acompañaron seis F-15 Baz que fueron asignados a la operación para dar apoyo aéreo. Los pilotos a bordo de los cazabombarderos F-16 eran Ze'ev Raz, Amos Yadlin, Dobbi Yaffe, Hagai Katz, Amir Nachumi, Iftach Spector, Relik Shafir e Ilan Ramon.
El 7 de junio de 1981, a las 15:55 hora local (12:55 GMT), se inició la operación. Los aviones de la Fuerza Aérea Israelí despegaron de la Base Aérea de Etzion, volando sin ser detectados en el espacio aéreo jordano y saudí. Con el fin de evitar ser detectados, los pilotos israelíes hablaron en árabe con acento saudí, mientras sobrevolaban dentro del espacio aéreo jordano, comunicando a los controladores aéreos jordanos que formaban parte de una patrulla saudí que había perdido su rumbo. En cambio, mientras volaban dentro del espacio aéreo de Arabia Saudita, se hicieron pasar por pilotos jordanos, con señales de radio y formaciones similares a las empleadas por la Fuerza Aérea Jordana.
Debido a la significativa distancia al objetivo (unos 1600 km), los bombarderos tuvieron que ser equipados con tanques de combustible externos que serían desechados una vez agotado su combustible. Sin embargo la operación de desprendimiento de los tanques no se había llevado nunca a cabo anteriormente con un avión armado de bombas, ya que existía el riesgo de que los depósitos colisionaran con el armamento. Por fortuna la operación se realizó sin percances y los depósitos fueron soltados sobre el desierto de la península arábiga durante el vuelo de ida.
De camino al objetivo, los aviones israelíes sobrevolaron el Golfo de Aqaba. Sin saberlo, el escuadrón pasó por encima del yate del rey Hussein de Jordania, que estaba pasando unas vacaciones en el golfo en ese momento. Teniendo en cuenta la ubicación, el rumbo, y el armamento de los aviones israelíes, Hussein rápidamente dedujo que el reactor iraquí era el blanco más probable de aquel escuadrón. Sin embargo, debido a un error de comunicación, el mensaje nunca se recibió y los aviones israelíes entraron en el espacio aéreo iraquí sin ser detectados.
Al llegar al espacio aéreo iraquí, el escuadrón se separó. Por una parte dos de los F-15 de escolta se unieron a los F-16, mientras que el resto de F-15 se dispersó en el espacio aéreo iraquí permaneciendo a la espera. El escuadrón de ataque descendió a 30 m sobre el desierto, en un intento de volar por debajo de la señal de radar de las defensas iraquíes.
A las 18:35, hora local (14:35 GMT), situados a 20 kilómetros de las instalaciones de Osirak, la formación de F-16 ascendió hasta los 2100 metros de altitud y posteriormente descendió rumbo al reactor a una velocidad de 1100 km/h. A 1100 m, los F-16 empezaron a soltar las bombas Mark 84 de dos en dos, en intervalos de 5 segundos. Al menos ocho de las dieciséis bombas lanzadas impactaron en la cúpula de recubrimiento del reactor. En aquel momento, los aviones israelíes fueron interceptados por los radares iraquíes, sin embargo lograron evadir las defensas antiaéreas. Más tarde se descubrió que una hora y media antes de que los aviones israelíes llegaran, un grupo de soldados pertenecientes a una dotación de defensas antiaéreas había abandonado sus puestos para almorzar, apagando sus radares. El escuadrón ascendió a gran altitud y emprendió su retorno a Israel. La maniobra de ataque fue exitosa, con una duración inferior a los dos minutos. De acuerdo a Ze'ev Raz, líder del escuadrón de ataque, los pilotos israelíes se comunicaron por radio entre ellos, y para celebrar el éxito de la misión recitaron el versículo bíblico Josué 10:12, del Libro de Josué mientras retornaban a la base.

## Reacción internacional

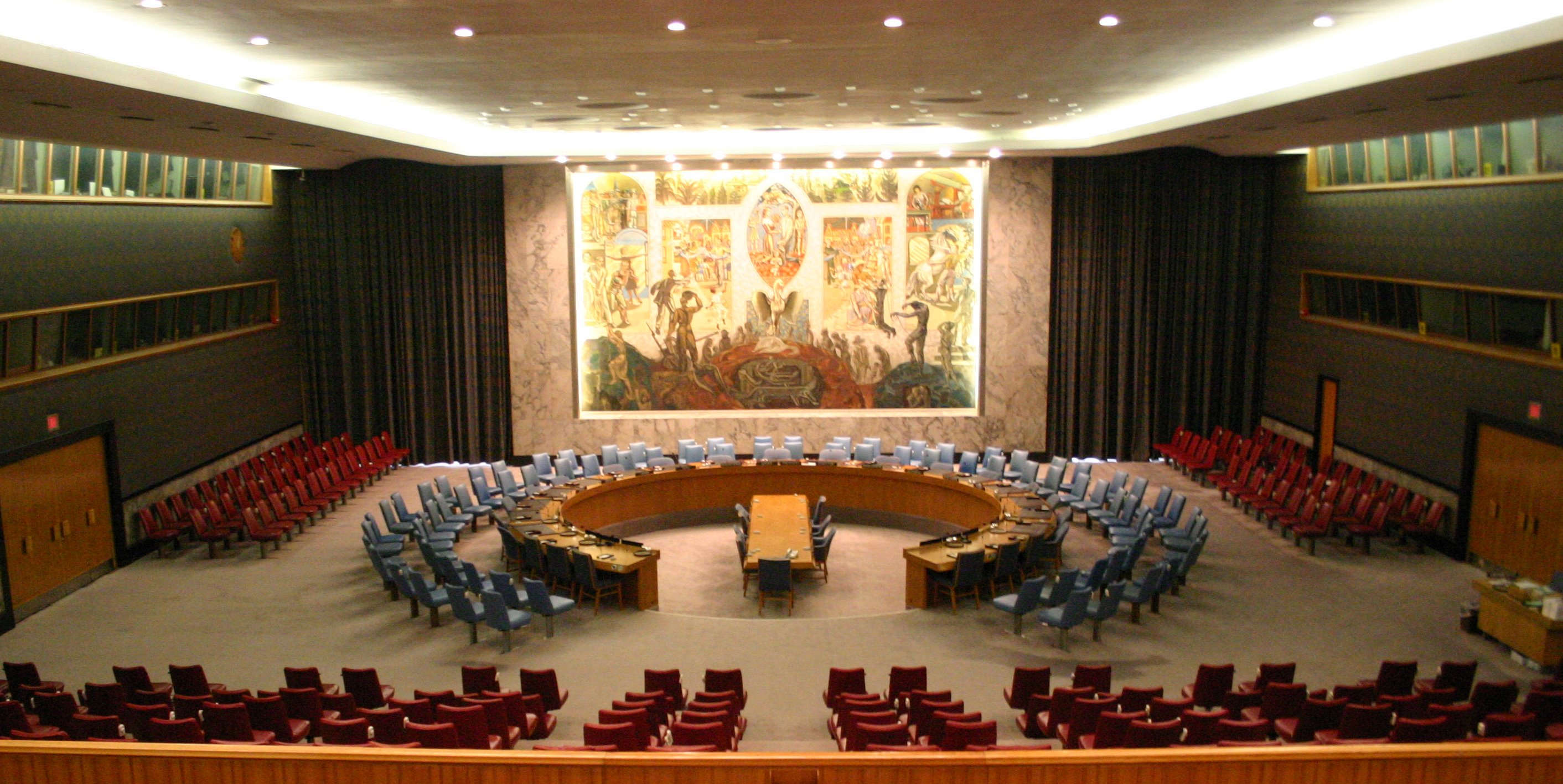
La Resolución 487 del Consejo de Seguridad de las Naciones Unidas fue votada unánimemente a favor, rechazando la actuación israelí.

La respuesta internacional al ataque se realizó mediante dos vías distintas en el seno de las Naciones Unidas. El Consejo de Seguridad del organismo emitió una respuesta unánime y casi inmediata el 19 de junio de 1981, después de ocho reuniones y declaraciones de Irak y del Organismo Internacional de Energía Atómica, mediante la Resolución 487 del Consejo de Seguridad de las Naciones Unidas. La Resolución 487 condenaba enérgicamente el ataque, alegando que era una clara violación de la Carta de las Naciones Unidas y de las normas de conducta internacional, e instó a Israel a abstenerse de tales ataques en el futuro. El Consejo reconoció también el derecho de Irak a establecer programas de desarrollo tecnológico y nuclear y pidió a Israel unirse a Irak en el régimen de seguridad del OIEA dentro del Tratado de No Proliferación Nuclear. El Consejo de Seguridad también manifestó su consideración de que Irak tenía derecho a «una reparación adecuada para la destrucción que ha sufrido». Los Estados Unidos votaron a favor de la resolución y suspendieron la entrega de cuatro aviones F-16 Fighting Falcon a Israel, aunque bloquearon las acciones punitivas contra ese país por parte de las Naciones Unidas. La suspensión en la entrega de las aeronaves fue eliminada dos meses más tarde.

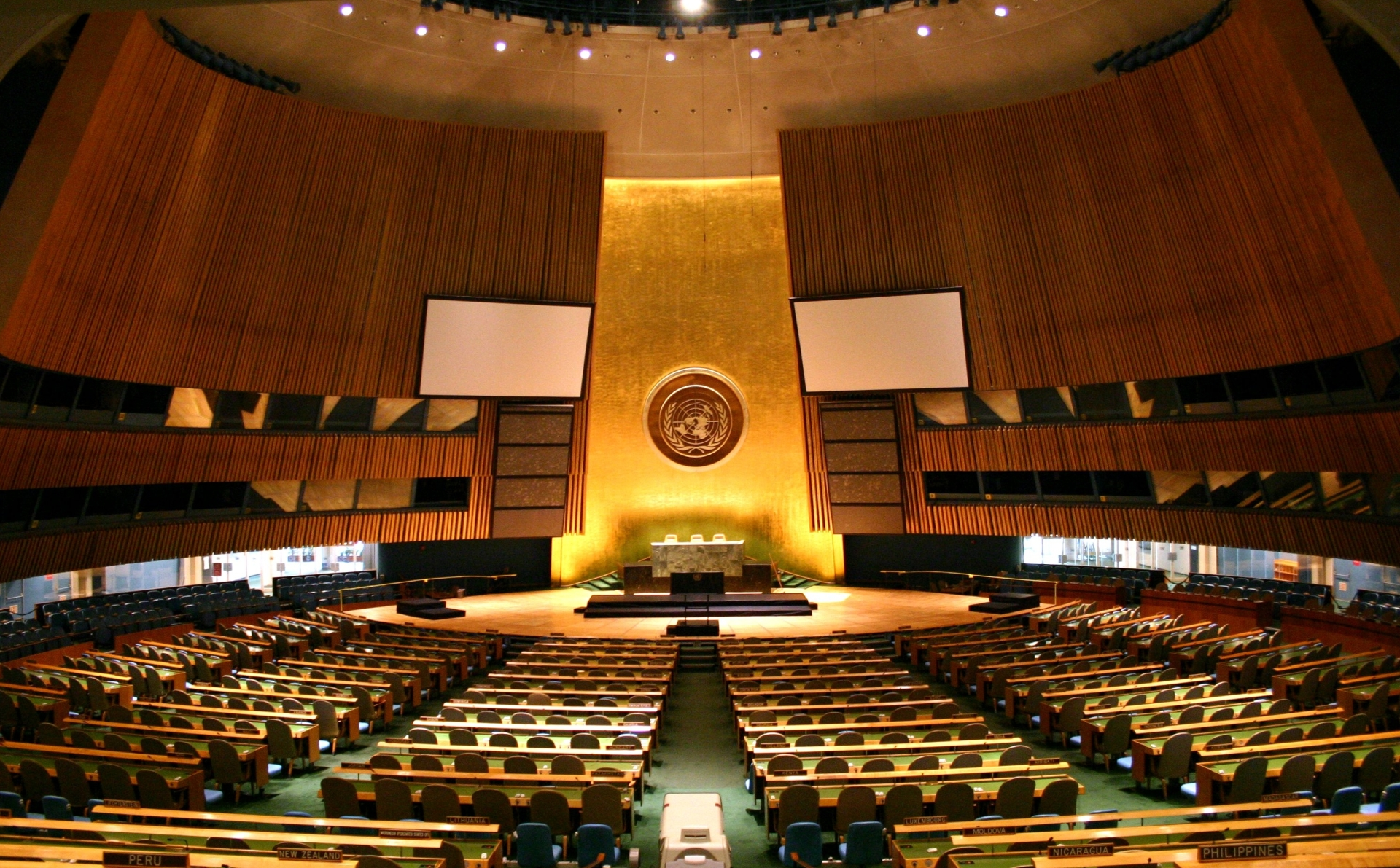
La Resolución N º 36/27 de la Asamblea General de la ONU condenó el ataque al reactor iraquí.

La Asamblea General de la ONU siguió con las condenas oficiales al ataque israelí mediante la Resolución N º 36/27 de 13 de noviembre de 1981, expresando su alarma por lo sucedido y condenando a Israel por el «acto de agresión premeditado y sin precedentes» y exigiendo que Israel pagara una indemnización pronta y adecuada por el daño y la pérdida de vidas humanas que había causado». La resolución también advirtió solemnemente a Israel a abstenerse de adoptar medidas similares en el futuro.
El debate previo a la aprobación de la resolución de la ONU reflejó las diferentes posiciones de los Estados miembros en cuestiones como la proliferación nuclear en la región y de la conveniencia y justificación de las acciones de Israel. El representante iraquí afirmó que «el motivo detrás del ataque israelí era el encubrimiento de la posesión de armas nucleares por parte de Israel y, más importante aún, la determinación de no permitir que la nación árabe pueda adquirir conocimientos científicos o técnicos». Siria solicitó la condena no sólo de Israel, por «terrorismo contra los pueblos árabes», sino también de los Estados Unidos, «que siguen suministrando a Israel instrumentos de destrucción como parte de su alianza estratégica».
El representante de Francia afirmó que el único propósito del reactor era la investigación científica. Los acuerdos firmados entre Francia e Irak excluían su uso militar. El representante del Reino Unido dijo que no creía que Irak tuviese la capacidad para la fabricación de materiales fisionables con los que pudiese fabricar armas nucleares. El director general del OIEA confirmó que las inspecciones de los reactores de investigación nuclear cerca de Bagdad no revelaron que se estuviese incumpliendo de los acuerdos de seguridad.
La Junta de Gobernadores del Organismo Internacional de Energía Atómica estuvo reunida del 9 al 12 de junio de 1981 y condenó la acción de Israel. La Junta también pidió que se examinase la posibilidad de suspender los privilegios y derechos de Israel como miembro del OIEA en la siguiente Conferencia General celebrada por la organización. El 26 de septiembre de 1981, la Conferencia General del OIEA condenó el ataqué y votó a favor de suspender todo tipo de asistencia técnica a Israel por parte del Organismo. Se presentó un proyecto de resolución para expulsar a Israel de la OIEA, pero la propuesta fue rechazada. Los Estados Unidos alegaron que el ataque no fue una violación del Estatuto del OIEA y que la acción punitiva en contra de Israel haría un gran daño a la OIEA, así como al régimen de no proliferación.
El ataque fue criticado fuertemente en todo el mundo, incluso en los Estados Unidos. Jonathan Steele, escribiendo en el diario británico The Guardian, describió la reacción internacional de este modo:

«El mundo se indignó por el ataque de Israel el 7 de junio de 1981. El ataque armado en tales circunstancias no se puede justificar. Representa una grave violación del derecho internacional, espetó Margaret Thatcher. Jeane Kirkpatrick, la embajadora de EE.UU. ante la ONU y además profesora como la entonces Primera Ministra de Gran Bretaña, lo describió como "impactante" y lo comparó con la invasión Soviética de Afganistán. Los periódicos estadounidenses fueron igual de exagerados. «El ataque sorpresa de Israel ... fue un acto de agresión inexcusable y falto de visión», dijo el New York Times. El diario Los Angeles Times lo calificó como "terrorismo de Estado".»
Jonathan Steele

### Consecuencias
Diez soldados iraquíes y un civil francés murieron en el ataque. Este último fue el ingeniero Damien Chaussepied, empleado de Air Liquide trabajando para la CEA, agencia gubernamental francesa para la energía atómica. En el año 1981, Israel acordó pagar una indemnización a la familia de Chaussepied.
Tras el ataque, Irak declaró que pretendía reconstruir las instalaciones, y el gobierno francés estuvo de acuerdo, en principio, en ayudarlo en la reconstrucción. Debido a numerosos factores, entre ellos la Guerra Irán-Irak, la presión diplomática internacional y los problemas financieros de Irak, las negociaciones se rompieron en 1984 y Francia abandonó el proyecto.
Las instalaciones de Osirak permanecieron en pie y dañadas hasta el fin de la Guerra del Golfo, cuando fueron totalmente destruidas por la Fuerza Aérea de los Estados Unidos en el ataque aéreo Package Q. Durante la guerra, 100 de un total de 120 miembros del Knéset firmaron una carta de agradecimiento a Menájem Beguín por haber ordenado el ataque al reactor de Osirak.
El ataque tuvo lugar tres semanas antes de las elecciones legislativas de 1981. El que en aquel momento era líder de la oposición, Shimon Peres, criticó la operación como una maniobra política, que no era de interés del electorado. Dan Perry escribió que «el bombardeo de Osirak —junto al pobre juicio político de Peres al criticarlo— fueron cruciales para cambiar el curso de lo que, inicialmente, parecía ser una campaña electoral sin esperanzas para el Likud». El 30 de junio de 1981, el Likud obtuvo la reelección frente a la alianza política Alineación, de Shimon Peres, ganando por solo un escaño de diferencia en el Knéset.

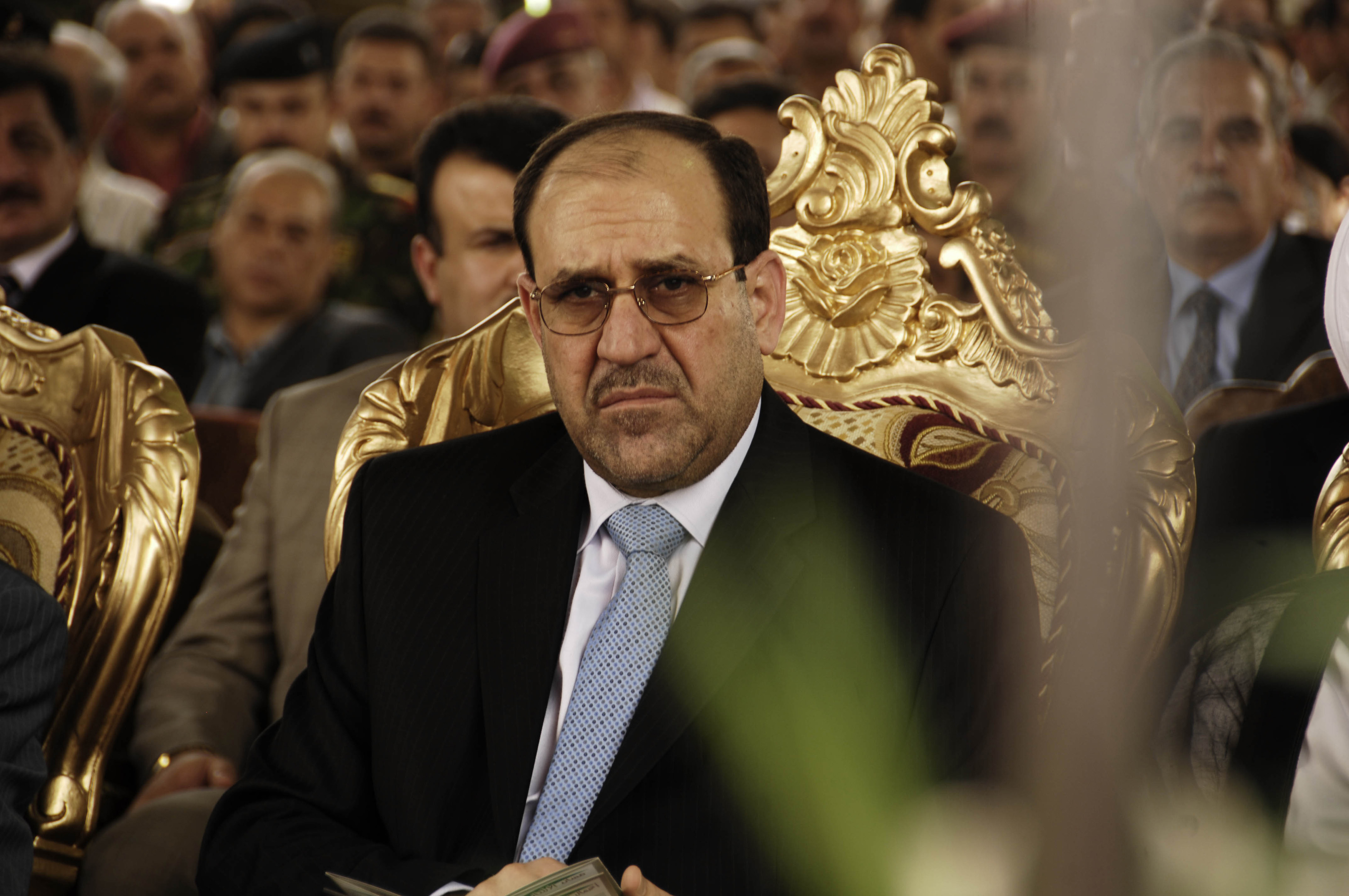
El primer ministro iraquí, Nuri al Maliki, reclamó en 2009 que Israel compensase a su país por el ataque realizado 28 años antes.

En 2009, el primer ministro iraquí, Nuri al Maliki, exigió a Israel compensar a Irak por la destrucción del reactor. Un miembro del gobierno iraquí defendió el derecho de Irak a la reparación, apoyándose en la Resolución 487, adoptada por el Consejo de Seguridad de las Naciones Unidas, en respuesta al ataque. Al inicio del año 2010, el periódico The Siasat Daily informó que el gobierno iraquí había recibido respuesta de las Naciones Unidas, afirmando que tiene derecho a reclamar una compensación a Israel por los daños causados por el ataque.

### Debate posterior al ataque
Las causas del ataque y sus consecuencias a largo plazo han sido objeto de debate. Ya en el otoño de 1981, Kenneth Waltz discutió sobre las consecuencias del ataque:

«En el ataque a Irak, Israel demostró que se puede llevar a cabo un ataque preventivo, algo que no tenía ningún tipo de duda. La actuación de Israel y sus consecuencias sin embargo, dejan claro que la utilidad de este tipo de ataque es baja. El ataque de Israel aumentó la determinación de los árabes para producir armas nucleares. Los estados árabes que pueden intentar llevarlo a cabo, ahora serán aún más reservados y perspicaces. El ataque de Israel, lejos de acabar con el futuro nuclear de Irak, propició el apoyo de otros estados árabes para su consecución. Y a pesar de que el primer ministro Beguin apueste por emplear este tipo de ataque tan a menudo como fuera necesario, los riesgos que se asumirían aumentarían en cada ocasión».
Kenneth Waltz

Charles R. H. Tripp, un profesor británico especializado en temas de Oriente Próximo, en una entrevista concedida en el 25.º aniversario tras el ataque, describió el bombardeo del reactor de Osirak como un cambio en la doctrina militar israelí, que empezó con el primer ministro David Ben-Gurión, al «abogar por la realización de devastadores ataques preventivos sobre los enemigos árabes». Tripp afirmó que «el ataque a Osirak es un modo ilegal de comportarse —la Resolución 487 así lo estableció—, pero es una manera comprensible de comportarse si eres la "organización militar israelí"».
Tom Moriarty, un analista de inteligencia militar para la Fuerza Aérea de los Estados Unidos, escribió en 2004 que Israel había «apostado por que el ataque estuviese dentro del umbral de tolerancia de Irak». Moriarty sostuvo que Irak, ya envuelta en medio de una guerra contra Irán, no iniciaría una guerra contra Israel al mismo tiempo, y que su «umbral de tolerancia era mayor de lo normal».
Joseph Cirincione, durante su estancia al frente del Carnegie Endowment for International Peace, escribió en 2006:

«Israel había logrado llevar a cabo un ataque militar exitoso, atacando un blanco con gran precisión a una larga distancia. Sin embargo, el bombardeo perjudicó más a Israel que a Irak. Además de dañar la reputación internacional de Israel, que posteriormente empeoró aún más por la nefasta invasión del Líbano en 1982, también hizo que Irak pareciera una víctima de la agresión israelí.»
Joseph Cirincione

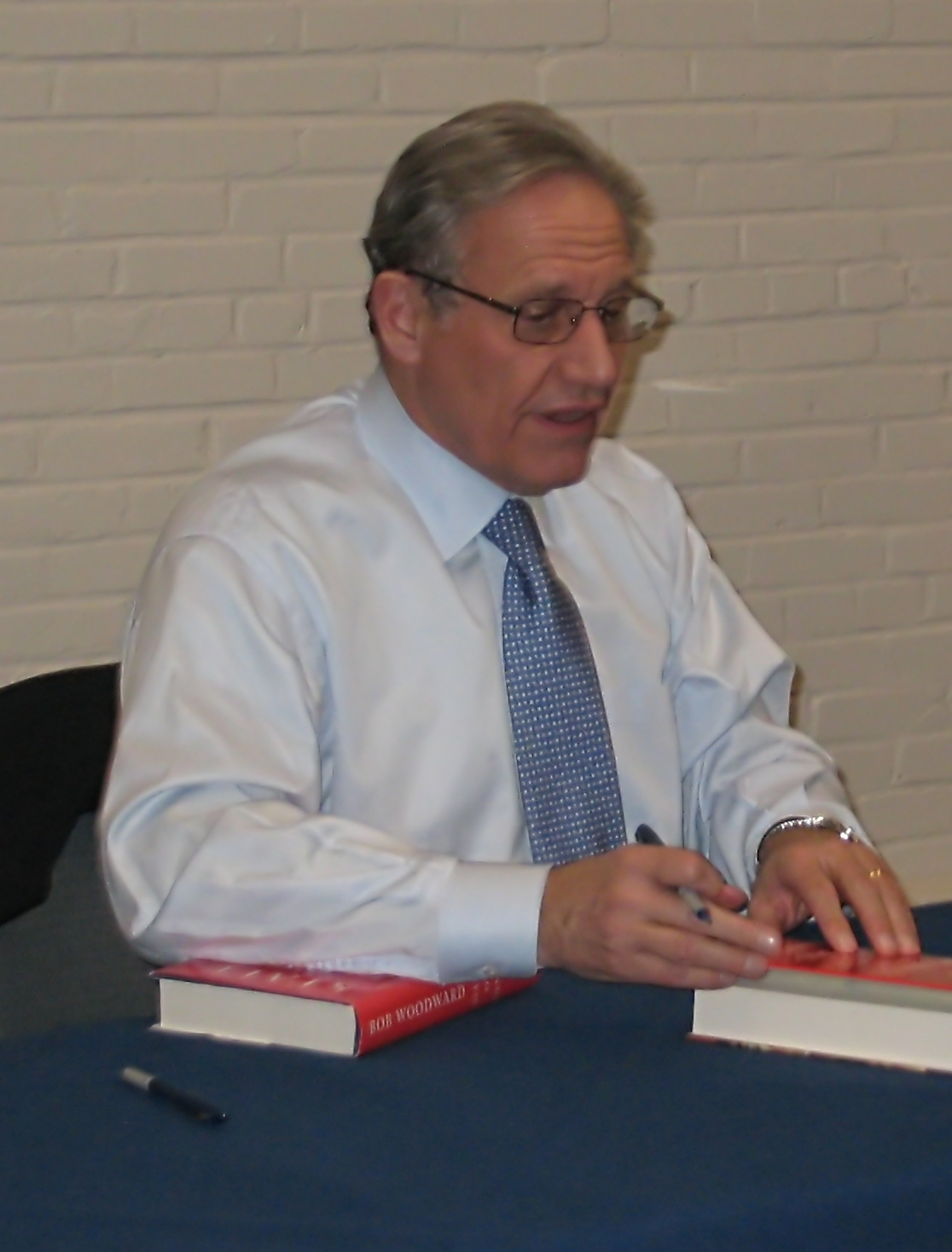
Bob Woodward, periodista conocido por destapar el escándalo del Watergate, afirmó que el ataque israelí no terminó con el programa nuclear iraquí.

Israel afirma que el ataque frenó las ambiciones nucleares de Irak por lo menos durante diez años. Sin embargo, Dan Reiter estimó que el ataque pudo acelerar el programa de armamento nuclear de Irak, una postura que también compartió Richard K. Betts. Bob Woodward, en el libro State of Denial, escribió:

«Los servicios de inteligencia israelíes estaban convencidos  de que su ataque en 1981 sobre el reactor nuclear de Osirak, situado a 10 millas a las afueras de Bagdad, había terminado con el programa de Saddam. En su lugar, supuso el inicio para financiar un programa nuclear encubierto, con nombre en clave "PC3", en el que participaron 5 000 personas en las pruebas y fabricación de los elementos de un arma nuclear».
Bob Woodward

Estas afirmaciones fueron respaldadas por los investigadores iraquíes, que declararon que, después del ataque a Osirak, el programa nuclear iraquí pasó a la clandestinidad. Khidir Hamza, un científico nuclear iraquí, hizo la siguiente declaración en una entrevista en el programa de televisión Crossfire de la CNN en el año 2003:

«...en realidad, lo que Israel hizo fue acabar con el peligro inminente. Pero crearon un peligro mucho mayor a largo plazo. Lo que ocurrió es que Saddam nos ordenó - a 400 (...) científicos y tecnólogos continuar con el programa. Cuando bombardearon el reactor, ya se habían invertido cuatrocientos millones de dólares. El reactor era francés y los planes asociados eran de Italia. Después de ser bombardeados, pasamos a ser 7 000 con una inversión de diez mil millones de dólares en secreto, en un programa encubierto para fabricar uranio enriquecido para una bomba nuclear. Abandonamos el proyecto del reactor, en el que se emplearía plutonio para fabricar armas nucleares, pasamos directamente al enriquecimiento de uranio (...) Ellos [Israel] estimaban que haríamos 7 kilogramos de plutonio al año, lo cual es suficiente para una fabricar una bomba. Y se asustaron y nos bombardearon. En realidad era mucho menos que esto, y hubiésemos tardado mucho más tiempo. Pero con el programa que creamos posteriormente en secreto podríamos fabricar seis bombas al año».
Khidir Hamza

Del mismo modo, el científico nuclear iraquí Imad Khadurri escribió en 2003 que el bombardeo de Osirak sirvió para sacar de dudas a los líderes iraquíes de la necesidad de iniciar un ambicioso programa de armamento nuclear. El secretario de Defensa de los Estados Unidos, William Perry, declaró en 1997 que Irak pasó a centrar sus esfuerzos en la producción de armas nucleares de uranio altamente enriquecido después del ataque. El interés iraquí para adquirir plutonio como material fisible para estas armas continuó, pero convirtiéndose en una prioridad más baja. Louis René Beres escribió en 1995 que «si no hubiese sido por la brillante incursión en Osirak, las fuerzas de Saddam Hussein podrían haber estado equipadas con cabezas nucleares en 1991».
En el Informe Duelfer, publicado por la Comisión Baker en 2004, se afirma que el programa nuclear iraquí «se expandió considerablemente» con la adquisición del reactor francés en 1976, y que «el bombardeo israelí al reactor nuclear iraquí de Osirak llevó a Saddam a reforzar las defensas militares de Irak para hacer frente a Israel en la década de 1980».
En una entrevista concedida en 2005, el antiguo presidente de los Estados Unidos Bill Clinton expresó su apoyo retroactivo al ataque: «Todo el mundo habla sobre lo que los israelíes hicieron en Osirak en 1981, que yo creo que, desde un punto de vista retrospectivo, fue algo muy bueno».